# Idiasz
Idiasz (ros. Идяш) – wieś (dieriewnia) w Rosji, w Baszkortostanie, w rejonie zianczurińskim. W 2021 liczyła 473 mieszkańców.